# Horacio Guarany
Heraclio Catalino Rodríguez Cereijo (født 15. maj 1925 i Santa Fe, død 13. januar 2017) var en argentinsk sanger, skuespiller og forfatter.
Horacio Guarany tilhørte den gruppe af musikere, der i 1960'erne grundlagde den sydamerikanske sangtradition Nueva Canción, og sammen med Mercedes Sosa blev han anset som en af Argentinas største folkesangere.
Guarany fik sit gennembrud som skuespiller med filmene Si se calla el cantor i 1972 og La vuelta de Martin Fierro i 1974. 
Efter dødstrusler og et bombeattentat forlod han efter militærkuppet 24. marts 1976 Argentina for at gå i eksil i Spanien. I mellemtiden blev hans musik og navn forbudt i Argentina. I 1978 vendte Guarany imidlertid tilbage til Argentina, hvor han i 1979 blev hårdt såret af en brevbombe i sit hjem i Buenos Aires. 
Med demokratiets tilbagevenden i 1983 fik han igen lov til at optræde og holde koncerter bl.a. deltog han i 1987 i den legendariske nationalfest "La Fiesta Nacional de la Tradición al Mar".